# Jigoneun motsar-a
Jigoneun motsar-a (지고는 못살아?), noto anche con il titolo internazionale Can't Lose, è un drama coreano del 2011, rifacimento della serie televisiva giapponese del 2008 Sasaki fusai no jingi naki tatakai.

## Trama
Hyung-woo ed Eun-jae, a causa dei loro caratteri diametralmente opposti, ritengono di avere fatto un errore a sposarsi e desiderano il divorzio; essendo entrambi avvocati, finiscono per imbastire in tribunale una vera e propria causa.